# Villa Annoni
Villa Annoni è una storica villa neoclassica del primo Ottocento sita a Cuggiono, nella città metropolitana di Milano. Il palazzo accoglie dal 2007 il municipio cittadino.

## Storia

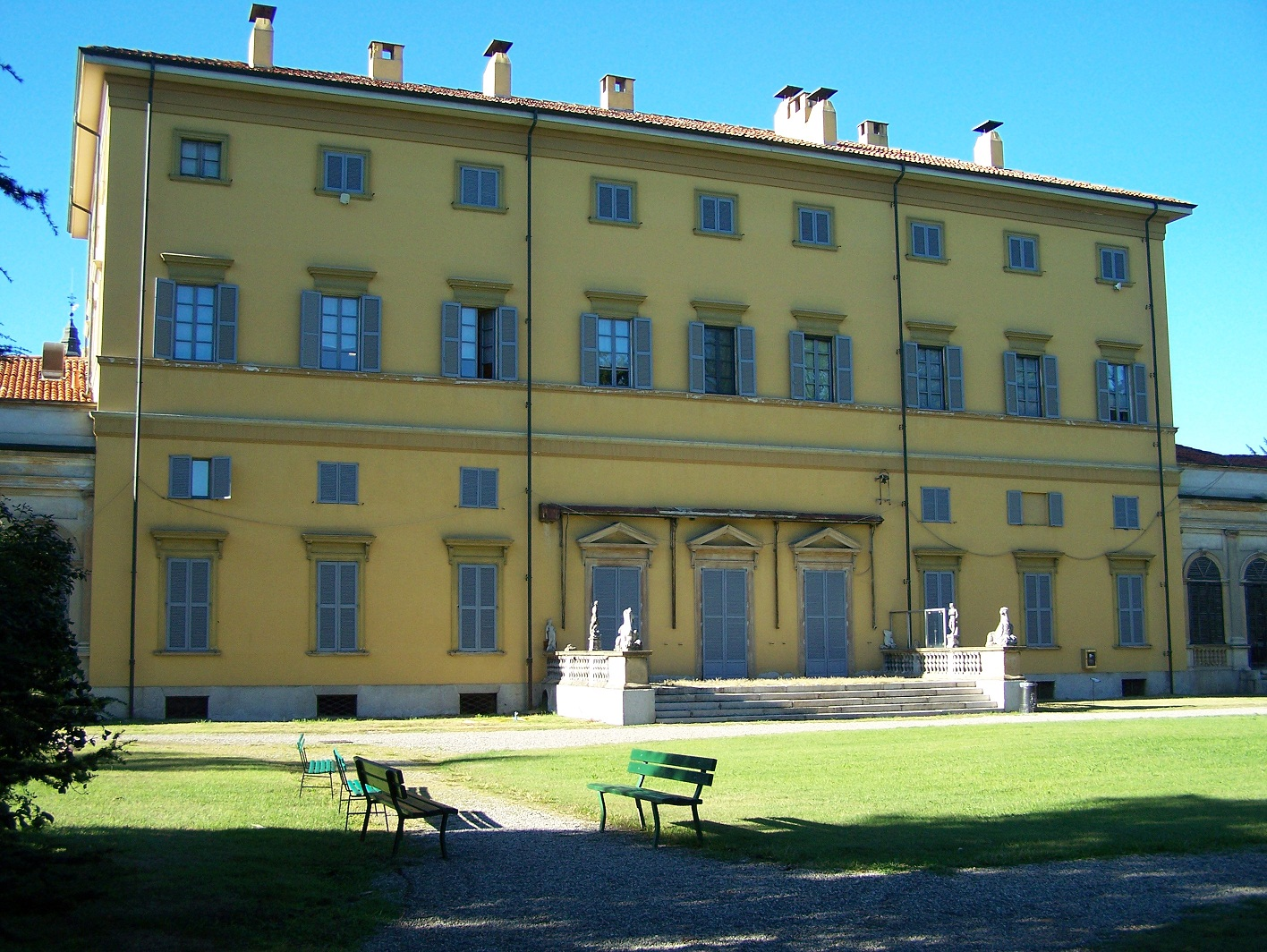
Villa Annoni: la facciata verso il parco

Villa Annoni è una maestosa villa neoclassica che venne commissionata nei primi anni dell'Ottocento dal possidente milanese Alessandro Annoni, che a Cuggiono possedeva vasti terreni. L'Annoni, discendente dal ricco banchiere Paolo Annoni (XVII secolo) e da una casata nobilitata durante l’ancien régime, voleva a tutti i costi emergere per grandezza e bellezza al pari di altre famiglie aristocratiche milanesi le quali disponevano di grandi proprietà terriere e di grandiose ville storiche, trovando in questo un modo per vedere pienamente riconosciuto in società lo status da lui raggiunto al servizio del regime napoleonico. La villa di Cuggiono, malgrado la sua natura di residenza di campagna, venne quindi concepita dall'Annoni come l'immagine più chiara dell'ostentazione della sua ricchezza e per questo il complesso venne riempito di sfarzo e monumentalità, in accordo però con la tradizione neoclassica.
L'idea della costruzione di una grandiosa villa a Cuggiono pervenne già nell'ultima parte del XVIII al padre di Alessandro, Giovanni Pietro, il quale iniziò la sistematica acquisizione di una serie di terreni agricoli in paese con l'intento di realizzarvi una vasta tenuta da collegare alla cascina Leopoldina, già presente in loco.

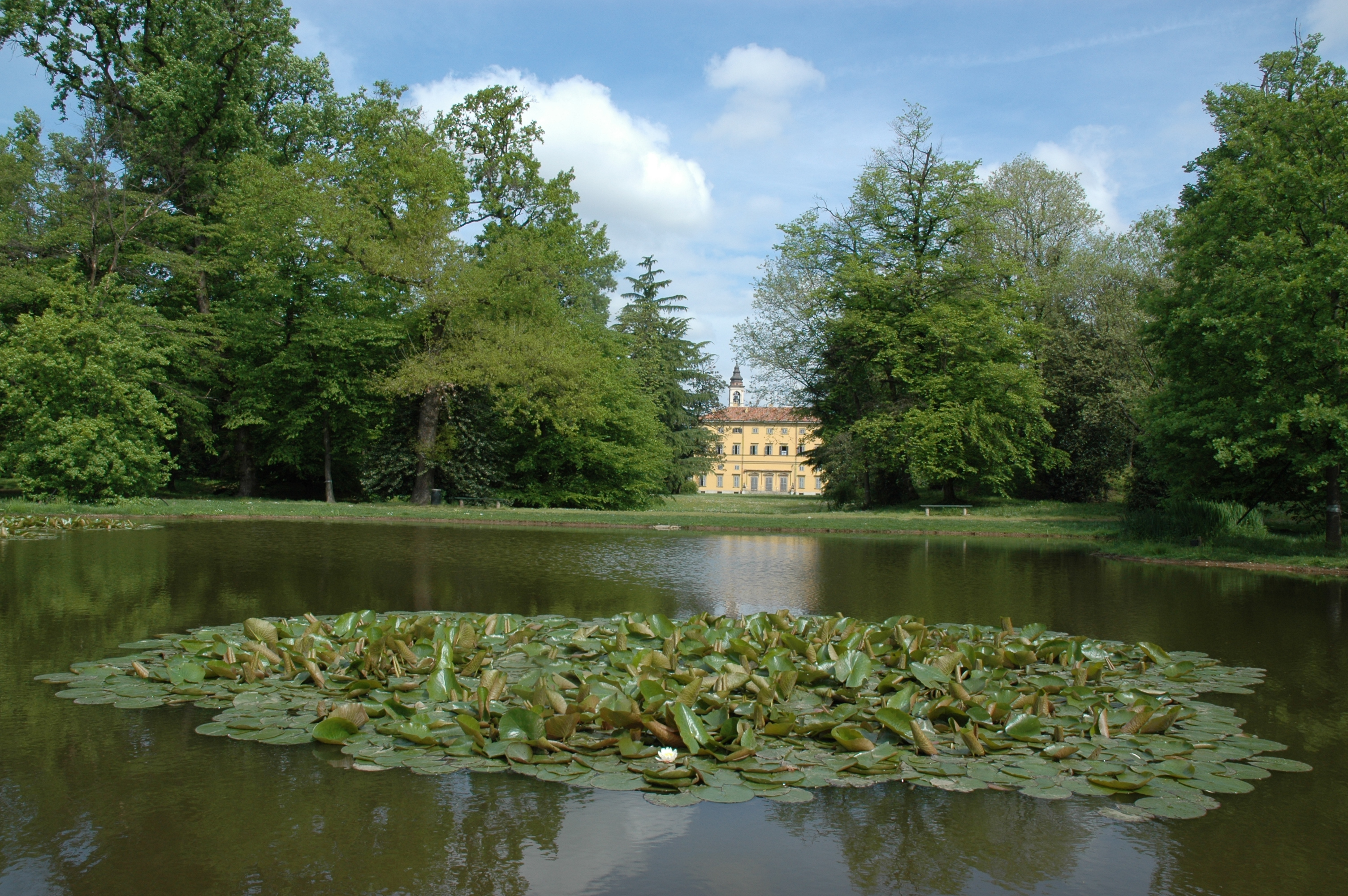
Il parco di Villa Annoni con il laghetto delle ninfee progettato da Giuseppe Zanoia

Il primo progetto della villa venne redatto a ogni modo per commissione del figlio Alessandro nel 1805 dal più famoso architetto della Milano dell'epoca, Leopold Pollack, il quale si trovava a servizio presso la corte imperiale austriaca. Alla morte del Pollack nel 1806, a ogni modo, il progetto non era ancora concluso e per questo egli venne sostituito con l'architetto genovese Giuseppe Zanoia, il quale non solo aveva collaborato col Pollack, ma aveva già lavorato per gli Annoni presso il loro palazzo milanese. Questi portò a compimento nello specifico la parte del parco e delle dipendenze della villa, avvalendosi della collaborazione diretta dello stesso Annoni. La villa venne terminata nel 1809 e il 24 ottobre 1810 l'arciprete cuggionese Paolo Gnocchi, benedisse la cappella della villa.
Alla morte di Alessandro Annoni nel 1825, la proprietà della villa passò al suo unico figlio, il generale e politico Francesco, il quale la abitò solo saltuariamente, risiedendo prevalentemente nel palazzo di famiglia a Milano. A ogni modo, per la sua partecipazione alle cinque giornate di Milano, l'Annoni fu uno dei 189 nobili milanesi colpiti dalla rappresaglia austriaca, fatto che causò l'occupazione del parco della villa da parte di trecento soldati imperiali.
La villa passò poi al figlio naturale riconosciuto di Francesco, Aldo, che invece trascorse a Cuggiono diversi anni della sua vita e divenne anche sindaco del borgo. Non avendo Aldo avuto eredi, alla morte di questi nel 1900 la villa passò a suo cugino di primo grado, il conte Giampietro Cicogna Mozzoni. Sotto i Cicogna Mozzoni la villa venne ulteriormente ampliata quando Carlo, figlio di Giampietro, fece realizzare i corpi laterali, la serra e la latteria nel 1920. 
La villa venne quindi venduta nel 1947 dai Cicogna Mozzoni al senatore Pietro Bellora i cui eredi la vendettero a loro volta nel 1979 al comune di Cuggiono che l'acquistò con lo scopo di restaurarla e riportarla al suo antico splendore. Lo stabile è oggi di proprietà comunale e dal 2007 ospita il municipio cittadino e un museo.

## Descrizione

### La villa

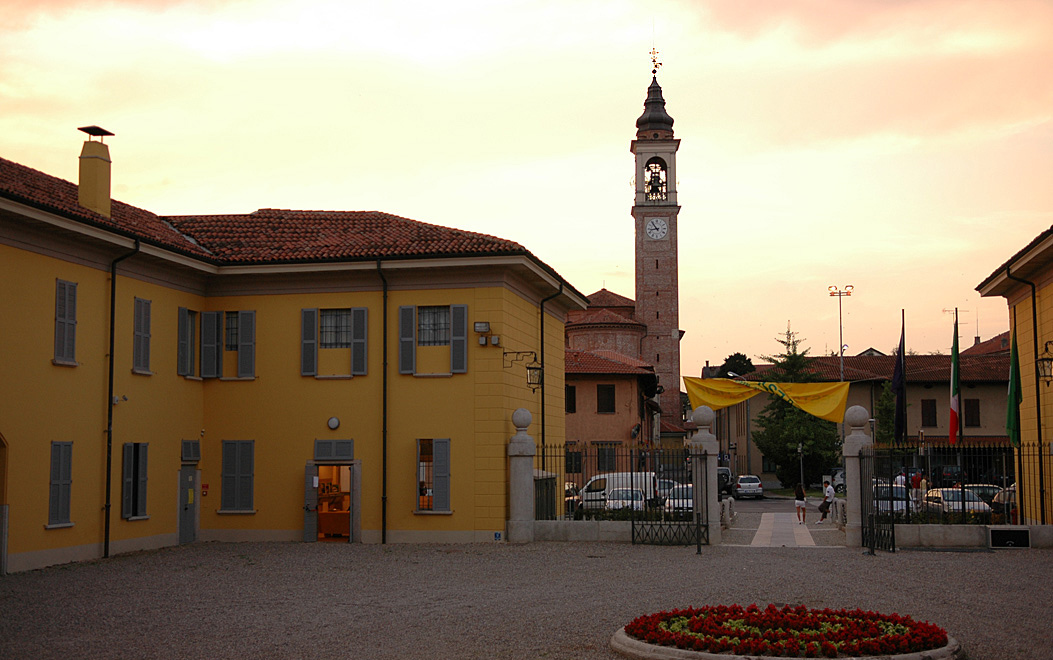
Vista dal cortile d'onore di Villa Annoni con la mole del campanile della chiesa parrocchiale

L'edificio presenta una tipica pianta a "U" il che ha fatto ritenere gli storici che la villa possa essere stata edificata su un edificio preesistente, risalente quasi certamente al Settecento e forse sfruttato per la caccia sui vasti terreni circostanti. Una volta eretta la struttura, il corpo centrale venne destinato ad abitazione, mentre i corpi laterali svolgevano la funzione di locali di servizio, stalle e scuderie: l'intera superficie coperta supera i 4 000 m².
L'accesso alla villa è reso possibile superando una grande cancellata in ferro battuto tramite la quale si giunge al cortile d'onore ove trova spazio un'aiuola circolare. L'ingresso al corpo centrale è scandito da due pregevolissime e imponenti colonne scanalate di stile dorico realizzate in granito, che coronano una piccola scalinata anch'essa in granito, ai lati della quale si trovano due sculture rappresentanti due leoni araldici in marmo bianco. Il portone che chiude il portico è in ferro battuto e lastroni di cristallo ed è andato nel tempo a sostituire un più antico portale in legno, con l'intento di fornire maggiore luce al vestibolo della villa.

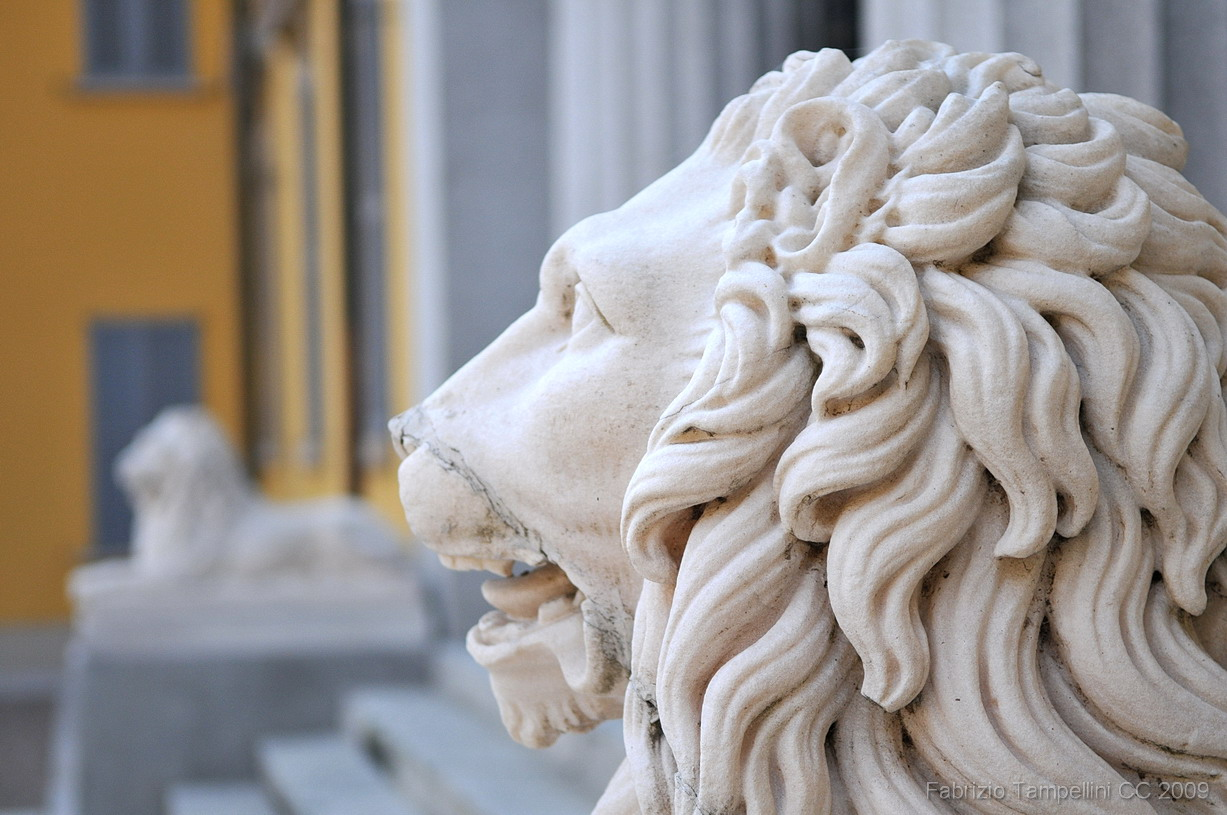
Uno dei due leoni marmorei posti a guardia dell'entrata di Villa Annoni

Lo stile della villa è strettamente neoclassico, con linee geometriche distinguibili nelle facciate esterne dell'edificio, nelle decorazioni architettoniche presenti (tra cui spicca l'iscrizione di fine della costruzione della villa collocata sopra il vestibolo) o il tempietto neoclassico in fondo al giardino. La villa, pur avendo subito negli anni danni e modifiche degli spazi interni, conserva ancora oggi alcuni elementi originali come gli affreschi e dipinti di stile nell'ingresso e al piano terra (realizzati nel 1809 dai pittori Giacomo Cambiasi e Giuseppe Lavelli, già impegnati al Teatro alla Scala). La parte al piano nobile risulta oggi occupata dagli uffici comunali che hanno frazionato gli spazi interni.
Sul retro, la facciata sul parco presenta una scalinata affiancata dalle statue di due grifoni, a fianco della quale è posizionata l'orangerie che era utilizzata annualmente per riparare le piante di agrumi del giardino durante il periodo invernale. Nell'area della latteria, laterale alla costruzione della villa, trova oggi posto un Centro Sociale, mentre nelle sale della servitù si trova il Museo Storico Civico Cuggionese.

#### Le sale della villa
Tra le sale degne di nota all'interno del complesso, quelle del piano inferiore conservano per la maggior parte le decorazioni originali di stile neoclassico, ispirate alle pitture pompeiane di stile romano, stile riscontrabile anche nella specchiatura a marmorino delle pareti e in alcuni mosaici della pavimentazione.
La "Sala del Tempo" riporta una decorazione sul soffitto rappresentante tramite personificazioni le ore, le stagioni, i venti e altri simboli dello scorrere continuo del tempo nella vita dell'uomo. 
Altra stanza di rilievo è la "Sala dello Zodiaco" la quale prende spunto da quella precedentemente descritta, oltre alla presenza di una serie di lunette che rappresentano quattro episodi della vita di Zeus, il padre degli dei greci, che vanno dall'infanzia sino alla presa del trono strappato al padre Crono. Al centro del soffitto campeggia l'immagine di Zeus in trono, al quale viene offerta una coppa di vino. 
La cappella, posta anch'essa al piano terreno, è dedicata a San Pietro, in omaggio a Giovanni Pietro Annoni, padre di Alessandro, la cui effigie si trova rappresentata nella vetrata a sinistra dell'altare. Sulla destra, invece, la vetrata corrispondente è dedicata a San Paolo. Sul soffitto si trova rappresentato un triregno, simbolo del papato e un ulteriore rimando al pontefice come successore di Pietro. La sala, dopo un attento restauro, è tornata visitabile dal 2014.
Al piano superiore, le porte delle stanze conservano in prevalenza ancora il legname in radica originario e alcune di esse, come l'attuale ufficio del sindaco, sono affrescate. Quest'ultima sala era con tutta probabilità la stanza da letto dei conti Annoni e presenta la decorazione del soffitto con un tendaggio a trompe l'oeil assieme a figure mitologiche attinenti alla sfera del sonno come ad esempio Morfeo, il dio del sonno, rappresentato con le ali e un serto di papaveri sul capo.

### Il parco

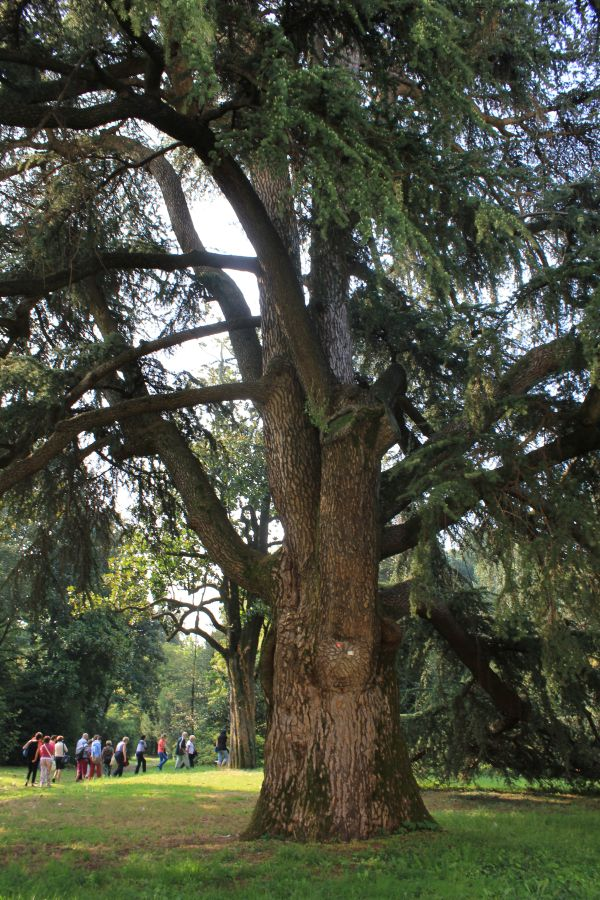
L'esemplare di cedro del Libano nel parco di villa Annoni, piantato nel 1809 e presente nell'elenco degli alberi monumentali della Lombardia

Segno inconfondibile della maestosità villa è certamente l'immenso parco, di 230 000 m², realizzato in stile romantico con tratti all'inglese, che ancora oggi come si distingue come il secondo parco recintato più grande della Lombardia dopo quello della Villa Reale di Monza, a progetto del Canonica, a cui lo Zanoia si ispirò nella realizzazione di quello di Cuggiono.
All'interno del grande giardino trovano spazio arboree autoctone, europee, americane, africane e asiatiche, giunte per ravvivare il gusto d'epoca dell'esotico. Si contano in tutto 160 specie diverse di piante e arbusti tra i quali le essenze più significative sono la robinia, il faggio (nelle molteplici varietà F. sylvatica, F. sylvatica tricolor, F. sylvatica pendula e F. sylvatica asplenifolia), il Librocedro, la Paulonia, il salice, il Pino strobo, il tiglio,  il carpino bianco, l'ailanto, il gingko biloba, il ciliegio giapponese, l'osmanto, il platano occidentale, il lauro portoghese, il tasso, la quercia farnia, il cedro dell'Atlante, il cedro dell'Himalaya e il cedro del Libano. Di quest'ultima specie si segnala in particolare un esemplare storico piantato nel 1809, all'inizio della costruzione del parco della villa, che svetta oggi coi suoi 24 metri di altezza e 5 di circonferenza e che risulta iscritto nell'elenco degli alberi monumentali della Lombardia. Da segnalare è anche la presenza di un acero giapponese di notevole antichità e dell'altezza di quasi tre metri alla chioma.
I viali del parco, sterrati, conducono attraverso scenari singolari che si aprono "a cannocchiale" al visitatore, come un laghetto con delicate ninfee bianche, immensi prati o ancora il grande vigneto che ancora si estende su parte della superficie del giardino che negli ultimi anni è stato ricreato nella sua posizione originaria con esemplari di vite Clinton.

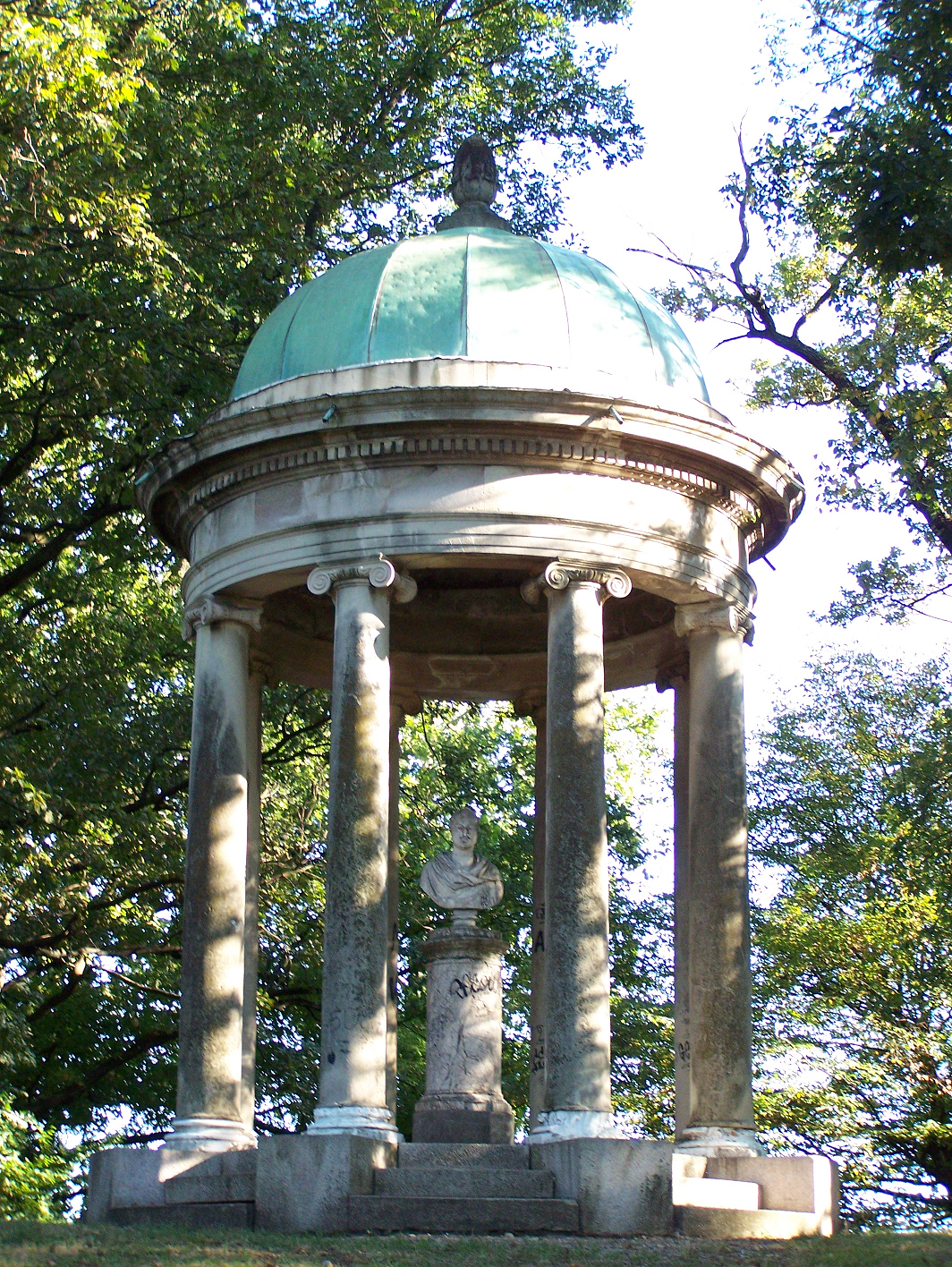
Il tempietto al fondatore in fondo al parco

Uno degli ambienti più suggestivi (in cui confluisce l'occhio prospettico dalla villa) è sicuramente il tempietto (monopteros) a colonne, aperto, con volta affrescata a trompe l'oeil illusori, dedicato alla famiglia Annoni, sotto il quale si trova un busto del fondatore della villa, Alessandro Annoni, realizzato dallo scultore ravennate Gaetano Matteo Monti e risalente al 1827, che è situato all'estremità meridionale del parco su una collina artificiale in posizione dominante e perciò visibile da lunga distanza tra le fronde, presso il lungo e possente muraglione di cinta in mattoni e pietra, risalente all'edificazione della villa.
Alla medesima epoca risalgono, all'interno del giardino, anche tre strutture in mattoni, ossia la "casa dei daini", la "casa dei caprioli" e la "coffee house"; le prime due erano semplici strutture in mattoni utilizzate come rifugio per gli animali che qui venivano allevati e poi liberati nel grande parco per dar vita a lussuose battute di caccia. 

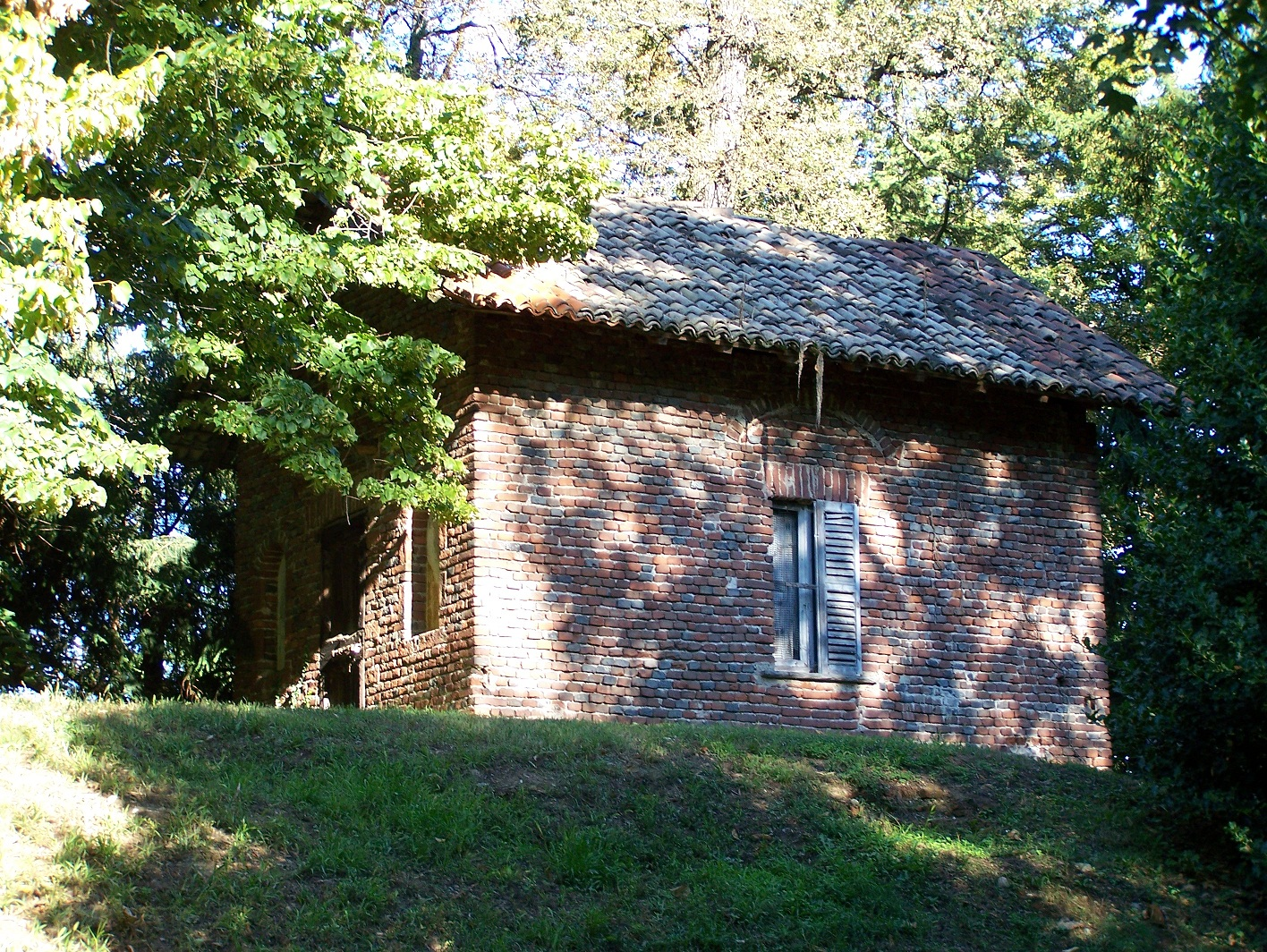
La coffee house nel parco di Villa Annoni

 La "coffee house" era invece un ambiente segreto e riservato, con pregevoli affreschi all'interno, ideale per accogliere gli ospiti a prendere una tazza di caffè (da cui il nome) o tè. Tutte le strutture del parco sono oggi inagibili o usate come depositi dal comune che, insediatosi nella villa, ne garantisce la cura e il mantenimento.
Nel lato ovest del parco, non lontano dal muro di cinta, si trova uno degli elementi tipici dell'arredo del parco di stile romantico, ovvero una grotta artificiale realizzata in mattoni rivestiti di roccia posticcia. All'interno della grotta si trova ancora oggi la statua in pietra di un cane, la quale doveva probabilmente essere parte di un complesso statuario più ampio di cui però non si hanno tracce.
Recentemente sono stati introdotti anche fagiani dorati e pavoni che hanno la caratteristica di essere lasciati liberi nel parco.

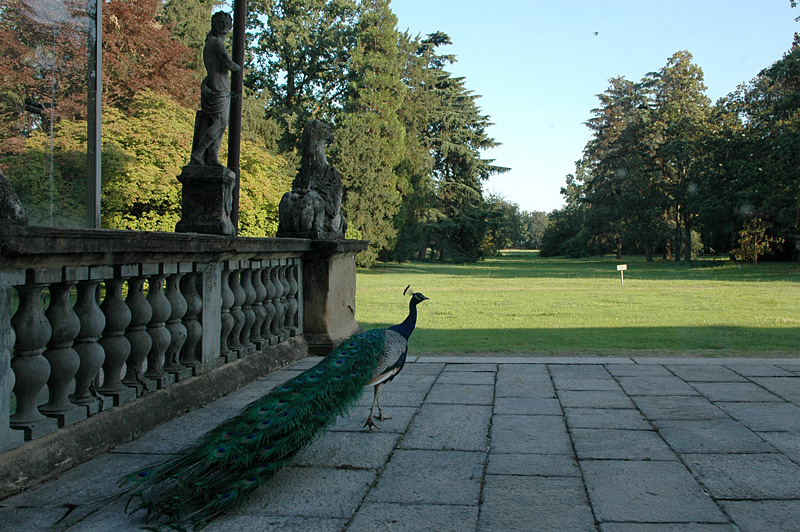
Un pavone nel parco della villa

L'ingresso al parco, un tempo, avveniva attraverso un portale d'ingresso monumentale con annessa casa del custode che si trova ancora oggi verso via Magenta.
All'estremità meridionale del parco di Villa Annoni si trova la cascina Leopoldina, elemento che meglio di ogni altro esprime il profondo legame tra l'aristocrazia e l'agricoltura. Risalente al Settecento, essa era già compresa nei terreni di proprietà di Giovanni Pietro Annoni, padre di Alessandro, e quando si iniziò la costruzione della villa, essa divenne una dipendenza per la gestione dei terreni agricoli e del parco del complesso. Il conte Annoni la rinominò Cascina Leopoldina in onore della moglie, Leopoldina Cicogna-Mozzoni.
Dal 1987 tutto il complesso del parco è stato oggetto di un profondo restauro per riportarlo al suo originario splendore attraverso un progetto articolato che ha comportato anche la rimozione di un buon numero di piante poste in loco a partire dal 1947 dal senatore Bellora il quale, come industriale tessile, aveva deciso di piantumare le aree a prato del parco con dei gelsi, fondamentali per l'allevamento del baco da seta.

## Nei media
La Villa viene scelta dal 2015 come ambientazione della terza, quarta e quinta edizione di Bake Off Italia - Dolci in forno e per la versione di Junior Bake Off Italia.